# PSA Airlines
PSA Airlines ist eine amerikanische Regionalfluggesellschaft mit Sitz in Vandalia, Ohio. Sie ist ein Tochterunternehmen der American Airlines und fliegt für diese unter der Dachmarke American Eagle. Ihre Heimatbasis ist der Dayton International Airport mit weiteren Crewbasen in Knoxville, Charlotte und Green und steht nicht in Verbindung zur namensähnlichen PSA / Pacific Southwest Airlines.

## Geschichte

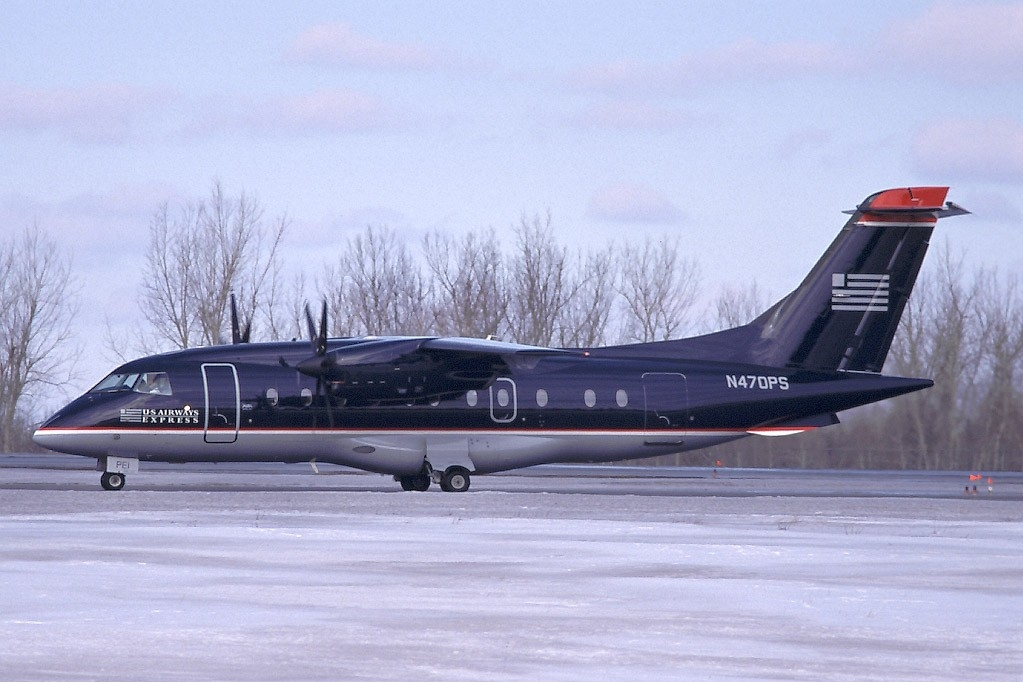
Dornier 328-120 der PSA Airlines, 2002

PSA Airlines wurde 1979 von Vee Neal Frey als Vee Neal Airlines mit Sitz in Latrobe in Pennsylvania gegründet. Der Linienflugbetrieb begann am 1. Mai 1980 mit einer Cessna 402 zwischen Latrobe und Pittsburgh.
Im Dezember 1983 wurde die Gesellschaft in Jetstream International Airlines, kurz JLA, umbenannt, nachdem kurz zuvor zwei Handley Page Jetstream eingeflottet wurden. 1984 zog die Gesellschaft von Latrobe nach Erie um.
Am 26. September 1985 fusionierte Jetstream International Airlines mit Piedmont Airlines, am 1. August 1986 wurde sie voll übernommen und zu deren Tochtergesellschaft. Infolge der Übernahme von Piedmont Airlines durch die damalige USAir – der späteren US Airways – im November 1987 flog JLA als Allegheny Commuter (Allegheny war der frühere Name von USAir) vom Drehkreuz der USAir in Philadelphia. Am 1. Juli 1988 wurde JLA durch USAir voll übernommen und flog seither unter den Farben von USAir Express, später US Airways Express.
Am 1. November 1995 wurde JLA von US Airways in PSA Airlines umbenannt, um ihre Markenrechte für die ehemalige Pacific Southwest Airlines zu schützen. Pacific Southwest war vor der Übernahme durch USAir eine große Fluggesellschaft an der Westküste der USA.
Durch die Fusion von US Airways und American Airlines ging PSA Airlines im Jahr 2013 in Besitz dieser Gesellschaft über. PSA Airlines führt ihre Flüge heute für American Eagle durch.

## Flugziele
PSA Airlines führt für American Airlines unter der Dachmarke American Eagle Regional- und Zubringerflüge von deren Drehkreuzen zu zahlreichen größeren und vor allem kleineren Flughäfen in den USA durch. Neben dieser Aufgabe betreibt PSA Airlines im Osten der USA einige Bodenstationen in Eigenverantwortung.

## Flotte

### Aktuelle Flotte
Mit Stand Januar 2025 besteht die Flotte der PSA Airlines aus 143 Flugzeugen mit einem Durchschnittsalter von 13 Jahren:
| Flugzeugtyp       | Anzahl | bestellt | Anmerkungen                                                                    | Sitzplätze (First/Main Cabin Extra/Main Cabin) | Durchschnittsalter (Januar 2025) |
| ----------------- | ------ | -------- | ------------------------------------------------------------------------------ | ---------------------------------------------- | -------------------------------- |
| Bombardier CRJ700 | 060    |          | N709PS am 29. Januar 2025 verunglückt (siehe auch American-Airlines-Flug 5342) | 63-65 (9/8/46-48) 70 (6/16/48)                 | 18,8 Jahre                       |
| Bombardier CRJ900 | 083    |          |                                                                                | 76 (12/32/32) 76 (9/23-32/35-44) 76 (9/12/58)  | 8,7 Jahre                        |
| Gesamt            | 143    | –        |                                                                                |                                                | 13 Jahre                         |

### Ehemalige Flugzeugtypen
In der Vergangenheit setzte PSA Airlines bereits folgende Flugzeugtypen ein:
- Bombardier CRJ200
- Dornier 328

## Zwischenfälle
- Am 29. Januar 2025 um 20:48 EST (30. Januar, 1:48 UTC) kollidierte eine Bombardier CRJ701ER der PSA Airlines (N709PS) unterwegs für American Eagle während des Landeanflugs auf den Ronald Reagan Washington National Airport mit einem Sikorsky UH-60L der United States Army (00-26860). Bei dem Unglück starben alle 67 Insassen beider Luftfahrzeuge, davon 64 an Bord der Passagiermaschine und drei an Bord des Hubschraubers (siehe auch American-Airlines-Flug 5342).[3]